# إبراهيم صموئيل
إبراهيم صموئيل كاتب وقاص سوري، اشتهر بفن القصة القصيرة وخاصة بعد مجموعته القصصية (رائحة الخطو الثقيل)، من مواليد دمشق عام 1951.

## التعليم
يحمل إجازة في الدراسات الفلسفية والاجتماعية من جامعة دمشق عام 1982 .
عشق منذ صغره القصة القصيرة، وأخلص لكتابتها عندما كبر. كما عمل لسنوات اختصاصياً اجتماعياً في حقل ذوي الاحتياجات الخاصة.

## أعماله
- "المنزل ذو المدخل الواطئ" منشورات المؤسسة العربية للدراسات والنشر - بيروت - 2002.
- «رائحة الخطو الثقيل» 1988.
- «النحنحات» 1990.
- «الوعر الأزرق».
- فضاءات من ورق، طيور، خلوة...
- قامت الهيئة العام لقصور الثقافة في مصر بطباعة مجموعته الأولى والثانية وأصدرتهما ضمن سلسلة "آفاق الكتابة" عام 1999.
- ترجمت مجموعته الأولى إلى اللغة الإيطالية وصدرت عام 1992 . كما ترجمت قصص متفرقة إلى اللغات: الإنجليزية، الفرنسية، الصينية وغيرها.

## علاقته مع القصة القصيرة
يقول صموئيل: "مازلت مخلصاً لوعد قطعته وعاهدت نفسي عليه ألا أكتب سطراً واحداً في قصة إذا لم يكن من دمي وروحي وإحساسي وحاجتي للكتابة.
وإن لم أشعر بحاجة ماسة لكتابة قصة لا أكتب، ففعلاً الكتابة عندي نوع من التعامل الابتهالي فأحياناً قصة واحدة يستغرق زمن كتابتها ستة أشهر وكل كلمة في القصة عندي وكل فاصلة هي من لحمي ودمي وروحي وهي عني ومني وهي أنا وهذا عهد قطعته على نفسي.
تجربة إبراهيم صموئيل القصصية تحتل اليوم المكانة الأبرز في زحام من يكتبون هذا النوع الأدبي، وهي أكدت تمايزها منذ أصدر صموئيل مجموعته الأولى «رائحة الخطو الثقيل»، عام 1988، فلفت انتباه النقاد والقراء بقوة إلى عوالم قصصه أولاً، ثم إلى نظرته الذكية بامتياز إلى تفاصيل الحياة اليومية، أو إذا شئنا الدقة أكثر، إلى ذلك النوع من التفاصيل الذي يعكس حياة البسطاء والعاديين، والذي تتجسد من خلاله مأسوية عيشهم، ويبدو للمراقب العادي مألوفاً لا يستحق الانتباه، فيما هو في رؤية الكاتب، قوام العيش الراهن بكل ما فيه من أحزان واغتراب، ومن مصاعب صغيرة لا تلبث أن تتراكم لتشكل جبالاً من الخيبات والأسى.
إبراهيم صموئيل بين كتّاب القصة السوريين، أكثرهم فهماً لطبيعة هذا الجنس الأدبي الجميل، القادر على حمل الدلالات، إذ هو يبرع في كتابة قصة تكتمل أبعادها كلها من دون أن يتورط في ثرثرة سردية زائدة. قصته تنتقي كلماتها الأشد دلالة، فتؤسس منها وبها جملة قصصية مكثفة، تقول ما تريد، وتترك للقارئ أن يبني في مخيلته قوام عالم يريده الكاتب متجسداً في ذهن قارئه. هذه القصص تنطلق كلها من نقطة أساس: رؤية الإنسان أولاً، بل رؤيته من كل الجهات. فابراهيم صموئيل إذ يكتب انما يعيد بسط مشاهد حقيقية تبدو في العادة منزوية في الظل، انزواء أبطالها، المفعمين دوماً بحب لا ينضب للحياة، على رغم ما في الحياة من قسوة ومن صعوبات.
«المنزل ذو المدخل الواطئ» منشورات المؤسسة العربية للدراسات والنشر - بيروت - 2002 هي الرابعة، بعد «رائحة الخطو الثقيل» 1988، «النحنحات» 1990، «الوعر الأزرق» 1994، وهي كعادة الكاتب تنهل من المناخات ذاتها، وتعتني بحياة ناس عاديين، وإن تميزت عن المجموعات السابقة، بتطور تقنياتها الفنية، ونضج نظرة كاتبها.
الملاحظة الأبرز في قصص هذه المجموعة كما في قصص إبراهيم صموئيل عموماً أننا لا نعثر على قصة طويلة، ولو نسبياً. كل القصص تبدأ وتنتهي في ما لا يزيد على أربع صفحات من قطع الكتاب، وفي هذه الصفحات الأربع، يقدم الكاتب حكاياته بتفاصيلها كاملة ويصل مع قارئه إلى علاقة متوازنة بين الشكل والمضمون، علاقة تتأسس على البراعة في صوغ الجملة القصصية وفي الوقت ذاته، اختيار اللقطة الموحية، الأكثر أهمية، والمتضمنة تفصيلاً يحمل قدرة أكبر على الإيحاء. جملة صموئيل القصصية تختار «وقائعها» اللافتة، المشحونة والمتوترة، من بين تفاصيل كثيرة يزدحم بها الواقع. هذا الاختيار المميز سيجد طريقه إلى التفرد، حين يلتقي مع ما ينتبه إليه الكاتب من عوالم تبدو قليلة الأهمية عند الكتّاب الآخرين
.
 وإبراهيم صموئيل عالما فعليا ومتصورا تسيطر عليه أنواع من العزلة الدائمة وتشوق مؤلم شفاف إلى عالم النور والانطلاق.
ويكتب صموئيل عن ذلك السجن الأبدي بشعرية مميزة وشفافية وتعاطف ومحبة مصفاة من النقمة والحقد وبرمزية يسري فيها دائما تيار» فلسفي هامس أو خفي«.
تتوزع أنواع عزلة شخصياته بين أنماط من الإعاقات الطبيعية..عمى وبكم وصمم وأصناف من الشلل الجزئي..وأخرى اجتماعية تتمثل في السجناء المحرومين من النور وكذلك في أسرى العادات التي لا خلاص منها.